# Sandra Cacic
Sandra Cacic (Joliet, 10 september 1974) is een voormalig tennisspeelster uit de Verenigde Staten. Zij begon met tennis toen zij drie jaar oud was. Zij speelt rechtshandig en heeft een tweehandige backhand. Zij was actief in het proftennis van 1990 tot en met 2003.

## Loopbaan

### Enkelspel
Cacic debuteerde in 1989 op het kwalificatietoernooi van het WTA-toernooi van Indian Wells – zij haalde het hoofdtoernooi niet. Later dat jaar speelde ze voor het eerst op een ITF-toernooi, in Fort Lauderdale (VS). Zij stond in 1992 voor het eerst in een finale, op het ITF-toernooi van Mount Gambier (Australië) – zij verloor van de Française Alexandra Fusai. In 1993 veroverde Cacic haar eerste titel, op het ITF-toernooi van León (Mexico), door de Braziliaanse Luciana Tella te verslaan. In totaal won zij acht ITF-titels, de laatste in 2000 in Pittsburgh (VS).
In 1991 kwalificeerde Cacic zich voor het eerst voor een WTA-hoofdtoernooi, op het toernooi van Amelia Island. Zij stond in 1996 voor het eerst in een WTA-finale, op het toernooi van Auckland – hier veroverde zij haar enige WTA-titel, door de Oostenrijkse Barbara Paulus te verslaan.
Haar beste resultaat op de grandslamtoernooien is het bereiken van de derde ronde, op de Australian Open 1996. Haar hoogste positie op de WTA-ranglijst is de 39e plaats, die zij bereikte in mei 1994.

### Dubbelspel
Cacic was in het dubbelspel minder actief dan in het enkelspel. Zij debuteerde in 1989 op het ITF-toernooi van Greensboro (VS) samen met landgenote Diana Valenti. Zij stond in 1992 voor het eerst in een finale, op het ITF-toernooi van Orlando (VS), samen met de Venezolaanse María Vento-Kabchi – zij verloren van het Amerikaanse duo Michelle Jackson en Trisha Laux. In 1993 veroverde Cacic haar eerste titel, op het ITF-toernooi van San Luis Potosí (Mexico), samen met de Slowaakse Janette Husárová, door het Canadese duo Mélanie Bernard en Caroline Delisle te verslaan. In totaal won zij vier ITF-titels, de laatste in 2003 in Boca Raton (VS).
In 1991 speelde Cacic voor het eerst op een WTA-hoofdtoernooi, op het toernooi van Amelia Island, samen met landgenote Niurka Sodupe. Zij stond in 1998 voor het eerst in een WTA-finale, weer op het toernooi van Amelia Island, samen met Française Mary Pierce – hier veroverde zij haar enige WTA-titel, door het koppel Barbara Schett en Patty Schnyder te verslaan.
Haar beste resultaat op de grandslamtoernooien is het bereiken van de tweede ronde, op de US Open 1994. Haar hoogste positie op de WTA-ranglijst is de 87e plaats, die zij bereikte in februari 1999.

## Posities op deWTA-ranglijst
Positie per einde seizoen:
| jaar | ranking enkelspel | ranking dubbelspel |
| ---- | ----------------- | ------------------ |
| 1989 | 461               | –                  |
| 1990 | 572               | 559                |
| 1991 | 376               | 763                |
| 1992 | 241               | 331                |
| 1993 | 81                | 360                |
| 1994 | 54                | –                  |
| 1995 | 112               | 137                |
| 1996 | 78                | 330                |
| 1997 | 57                | 400                |
| 1998 | 80                | 103                |
| 1999 | 190               | 142                |
| 2000 | 140               | 136                |
| 2001 | 100               | 528                |
| 2002 | 325               | –                  |
| 2003 | 376               | –                  |

## Palmares
| Legenda                |
| ---------------------- |
| Grandslamtoernooi      |
| Olympische Spelen      |
| Year-End Championships |
| Tier I                 |
| Tier II                |
| Tier III               |
| Tier IV & V            |

### WTA-finaleplaatsen enkelspel
| nr.              | finale     | toernooi     | ondergrond | tegenstandster | score         |         |
| ---------------- | ---------- | ------------ | ---------- | -------------- | ------------- | ------- |
| gewonnen finales |            |              |            |                |               |         |
| 1.               | 1996-01-06 | WTA Auckland | hardcourt  | Barbara Paulus | 6-3, 1-6, 6-4 | details |
| verloren finales |            |              |            |                |               |         |
| geen             |            |              |            |                |               |         |

### WTA-finaleplaatsen vrouwendubbelspel
| nr.              | finale     | toernooi          | ondergrond | partner     | tegenstandsters               | score         |         |
| ---------------- | ---------- | ----------------- | ---------- | ----------- | ----------------------------- | ------------- | ------- |
| gewonnen finales |            |                   |            |             |                               |               |         |
| 1.               | 1998-04-12 | WTA Amelia Island | gravel     | Mary Pierce | Barbara Schett Patty Schnyder | 7-6, 4-6, 7-6 | details |
| verloren finales |            |                   |            |             |                               |               |         |
| geen             |            |                   |            |             |                               |               |         |

## Resultaten grandslamtoernooien
| Legenda | Legenda                          |
| ------- | -------------------------------- |
| g.t.    | geen toernooi gehouden           |
| l.c.    | lagere categorie                 |
| –       | niet deelgenomen                 |
| G       | uitgeschakeld in de groepsfase   |
| 1R      | uitgeschakeld in de eerste ronde |
| 2R      | uitgeschakeld in de tweede ronde |
| 3R      | uitgeschakeld in de derde ronde  |
| 4R      | uitgeschakeld in de vierde ronde |
| KF      | uitgeschakeld in de kwartfinale  |
| HF      | uitgeschakeld in de halve finale |
| F       | de finale verloren               |
| W       | het toernooi gewonnen            |
| w-v     | winst/verlies-balans             |

### Enkelspel
| Toernooi        | 1993 | 1994 | 1995 | 1996 | 1997 | 1998 | 1999 | 2000 | 2001 | 2002 |
| --------------- | ---- | ---- | ---- | ---- | ---- | ---- | ---- | ---- | ---- | ---- |
| Australian Open | –    | 1R   | 2R   | 3R   | 1R   | 1R   | 1R   | –    | –    | –    |
| Roland Garros   | –    | 2R   | 1R   | 1R   | 1R   | 1R   | –    | –    | 1R   | –    |
| Wimbledon       | –    | 2R   | 2R   | 1R   | 1R   | 1R   | –    | –    | 2R   | –    |
| US Open         | 2R   | 2R   | 1R   | 1R   | 1R   | 1R   | –    | 1R   | 1R   | 1R   |

### Vrouwendubbelspel
| Australian Open | –  | 1R | –  | 1R |
| Roland Garros   | –  | –  | 1R | –  |
| Wimbledon       | –  | –  | 1R | –  |
| US Open         | 2R | –  | 1R | 1R |